# Schmargendorf (Angermünde)
Schmargendorf ist ein Ortsteil von Angermünde im Landkreis Uckermark in Brandenburg. Es liegt südlich von Angermünde in einer flachwelligen Landschaft, die überwiegend zum Ackerbau genutzt wird.
Das gesamte Gebiet der ehemaligen selbständigen Gemeinde befindet sich im Biosphärenreservat Schorfheide-Chorin.

## Geschichte
1287 wurde der Ort als Marcgrevendorp erstmals und als Markgrafendorf (mittelhochdeutsch: Marggreuendorp) 1354 erwähnt.
Von 1354 bis zur Schlacht bei Angermünde (1420) gehörte es zu Pommern, seitdem gehört es zu Brandenburg. 1576 kam  es als Smarkendorp zum kurfürstlichen Amt Chorin.
Im Dreißigjährigen Krieg wurde es 1628 von kaiserlichen Truppen gebrandschatzt, 1631 durch schwedische Truppen erobert und 1637 durch kaiserlichen Truppen wieder eingenommen.
Nach dem Ausbruch der Pest verödete es gänzlich und wurde erst 1685 nach den Edikt von Potsdam des Großen Kurfürsten hauptsächlich durch Hugenotten erneut besiedelt.
1763 siedelten sich Siedler aus der Pfalz an. Unter ihnen der deutsch-reformierte Pfälzer Kolonist und Bauer Hartmann Diet(e)rich (* 1724/25 in Pfiffligheim (heute Stadtteil v. Worms), †  12. Juli 1796 in Schmargendorf).
Hartmann Diet(e)rich ist der Ururgroßvater der bekannten Schauspielerin Marlene Dietrich. Sein Enkel Christian Dietrich baute 1865 in Angermünde den Gasthof „Dietrichs Etablissement“ (später umbenannt in „Berliner Hof“), in dem Marlene Dietrichs Vater, Louis Erich Otto Dietrich, geboren wurde.
Nachfahren von Hartmann Diet(e)rich leben heute noch in Schmargendorf.
Um 1900 lebten in Schmargendorf in etwa 75 Wohnhäusern etwa 500 Menschen.
Zum 26. Oktober 2003 wurde das Amt Angermünde-Land aufgelöst, Schmargendorf wurde mit 317 Einwohnern Ortsteil von Angermünde.

## Sehenswürdigkeiten
- Die Feldsteinkirche von Schmargendorf wurde wie die der Berliner Schwester in der Mitte des 13. Jahrhunderts erbaut. Der vorgesetzte quadratisch von unten aufsteigende Turm im Westen wurde 1745 neu errichtet und ersetzte den alten schadhaften Turm. Er hat eine geschweifte mit Schiefer gedeckte Haube und einen trommelförmigen verkupferten Aufsatz mit schlanker Spitze. Die Wetterfahne über dem Knauf trägt die Jahreszahl 1745 und die Initialen FR (Fridericus Rex). Die Höhe des Turmes beträgt 30 m.
- Alte Dorfschmiede, heute als Schmiede- und Bauernmuseum genutzt
- Großer und Kleiner Plunzsee